# Exceptions et limitations au droit d'auteur
Les exceptions et limitations au droit d'auteur sont des dispositions, dans la législation locale sur le droit d'auteur ou la Convention de Berne, qui permettent aux œuvres protégées par le droit d'auteur d'être utilisées sans licence du titulaire du droit d'auteur.
Les limitations et exceptions au droit d'auteur se rapportent à un certain nombre de considérations importantes telles que la défaillance du marché, la liberté d'expression, l'éducation et l'égalité d'accès (par exemple pour les malvoyants). Certains considèrent les limitations et exceptions comme des "droits de l'utilisateur" - les droits des utilisateurs constituent un élément  essentiel à l'équilibre entre ces derniers et ceux des titulaires des droits d'auteur. Il n'y a pas de consensus parmi les experts du droit d'auteur quant à savoir si les droits des utilisateurs sont des droits ou simplement des limitations du droit d'auteur. Le concept des droits des utilisateurs a également été reconnu par les tribunaux, y compris la Cour suprême du Canada dans CCH Canadian Ltd c. Barreau du Haut-Canada (2004 CSC 13), qui a classé la notion de "fair dealing" ou «utilisation équitable» comme un droit d'utilisateur. Ces types de désaccords en philosophie sont assez courants dans la philosophie du droit d'auteur, où les débats sur le raisonnement jurisprudentiel tendent à servir de mandataires pour des désaccords plus substantiels sur une bonne politique.

## Une technologie en évolution
La portée des limitations et exceptions au droit d'auteur est devenue un sujet de débat sociétal et politique dans divers pays à la fin des années 1990 et au début des années 2000, en grande partie en raison de l'impact de la technologie numérique, des changements dans les législations nationales sur le droit d'auteur pour se conformer aux ADPIC et de la promulgation de règles anti-contournement en réponse au Traité de l' OMPI sur le droit d'auteur . Le Parti populaire européen a conclu que les instruments internationaux de protection du droit d'auteur ne semblent plus capables de garantir aux créateurs et aux investisseurs un juste retour sur leurs activités tout en garantissant l'accès du public aux informations et le respect de la vie privée.
Les défenseurs des exceptions au droit d'auteur craignent que la technologie, le droit des contrats qui sape le droit d'auteur et le droit d'auteur ne soit pas modifié, réduisent la portée des exceptions importantes et nuisent donc à la créativité.
En mai 2010, une déclaration intitulée Copyright for Creativity  été lancée, déclarant: "Bien que les droits exclusifs aient été adaptés et harmonisés pour répondre aux défis de l'économie de la connaissance, les exceptions au droit d'auteur sont radicalement en décalage avec les besoins de la société de l'information moderne. Le manque d'harmonisation des exceptions entrave la circulation des biens et services fondés sur la connaissance à travers l'Europe. Le manque de flexibilité du régime d'exceptions européen actuel nous empêche également de nous adapter à un environnement technologique en constante évolution. " Cette coalition ad hoc est enregistrée au registre de transparence officiel de l'UE dans la section Lobbyistes salariés. Le coordinateur de ce projet dirige un cabinet d'affaires publiques et de relations gouvernementales basé à Bruxelles, spécialisé dans l'environnement en ligne, qui mentionne principalement l' industrie (ea Google) et les associations commerciales comme clients.
Les tentatives d'élargissement des limitations et exceptions au droit d'auteur sont parfois considérées comme une menace par les éditeurs,.

## Droit de la concurrence / droit antitrust
Le droit d'auteur est généralement considéré comme un monopole limité et légalement sanctionné. Pour cette raison, les licences de droits d'auteur peuvent parfois trop interférer sur des marchés libres et concurrentiels. Ces préoccupations sont régies par des doctrines juridiques telles que le droit de la concurrence dans l'Union européenne, le droit antitrust aux États-Unis et le droit anti-monopole en Russie et au Japon . Des problèmes de concurrence peuvent survenir lorsque la partie qui octroie la licence exploite injustement le pouvoir de marché, se livre à une discrimination par les prix par le biais de ses conditions de licence ou utilise autrement un accord de licence de manière discriminatoire ou injuste. Les tentatives de prolonger la durée du droit d'auteur accordée par la loi – par exemple, en percevant des redevances pour l'utilisation de l'œuvre après l'expiration de sa durée de droit d'auteur et son passage dans le domaine public – soulèvent de tels problèmes de concurrence.
En avril 1995, les États-Unis ont publié des "Directives antitrust pour l'octroi de licences de propriété intellectuelle" qui s'appliquent aux brevets, au droit d'auteur et aux secrets commerciaux. En janvier 1996, l'Union européenne a publié le règlement de la Commission no 240/96 qui s'applique aux brevets, au droit d'auteur et à d'autres droits de propriété intellectuelle, en particulier en ce qui concerne les licences. Les lignes directrices s'appliquent mutatis mutandis dans la mesure du possible.
L'interaction entre le droit d'auteur et le droit de la concurrence est de plus en plus importante dans le monde numérique, car la plupart des lois des pays permettent aux contrats privés de l'emporter sur le droit d'auteur. Étant donné que la loi sur le droit d'auteur crée un monopole légalement sanctionné, contrebalancé par des "limitations et exceptions" qui autorisent l'accès sans la permission du titulaire du droit d'auteur, le dépassement de la loi sur le droit d'auteur par des contrats privés peut créer une activité de monopole. Les limitations et exceptions bien connues incluent l'utilisation équitable au Royaume-Uni et au Canada, ainsi que la doctrine de l'utilisation équitable aux États-Unis. L'affaiblissement de la loi sur le droit d'auteur, et en particulier les limitations et exceptions au droit d'auteur par le droit des contrats, est un problème fréquemment soulevé par les bibliothèques et les groupes de bibliothèques tels que la Fédération internationale des associations de bibliothèques et des institutions. En conséquence, cette question est de plus en plus examinée et discutée au niveau gouvernemental national, par exemple Royaume-Uni  ainsi qu’au niveau international comme l’OMPI - dans le cadre du programme de développement.

## Instruments juridiques internationaux
Les limitations et exceptions font également l'objet d'une réglementation importante par les traités mondiaux. Ces traités ont harmonisé les droits exclusifs qui doivent être accordés par les lois sur le droit d'auteur, et le test de Berne en trois étapes a pour effet de restreindre les types d'exceptions et de limitations du droit d'auteur que chaque nation peut édicter.
D'un autre côté, les traités internationaux sur le droit d'auteur imposent très peu aux gouvernements nationaux de prévoir des dérogations aux droits exclusifs. Un tel cas est l'article 10 (1) de la Convention de Berne, qui garantit un droit limité de faire des citations d'œuvres protégées par le droit d'auteur.
En raison du manque d'équilibre dans les traités internationaux en octobre 2004, l'OMPI a accepté d'adopter une proposition importante présentée par l'Argentine et le Brésil, la "Proposition pour l'établissement d'un programme de développement pour l'OMPI" également connue simplement sous le nom de "Programme de développement" - de la Déclaration de Genève sur l'avenir de l'Organisation mondiale de la propriété intellectuelle. Cette proposition a été bien appuyée par les pays en développement. Un certain nombre d'organismes de la société civile ont travaillé sur un projet de traité sur l'accès aux connaissances  ou A2K, qu'ils souhaiteraient voir présenté.

## Lois nationales
Deux exemples importants de limitations et d'exceptions au droit d'auteur sont la doctrine de l'usage loyal aux États-Unis et la doctrine de l'utilisation équitable dans de nombreux autres pays de common law. D'autres limites plus fondamentales du droit d'auteur sont causées par les seuils d'originalité l, un seuil en dessous duquel les objets cessent d'être protégés par le droit d'auteur, la dichotomie idée-expression, le domaine public et l'effet du droit d'auteur de la Couronne. Même les maximalistes du droit d'auteur pourraient les interpréter comme définissant le droit d'auteur, plutôt que comme des «limitations» ou des «exceptions». De plus, le droit d'auteur ne peut protéger que l'expression de l'artiste de son œuvre et non les idées, les systèmes ou les informations factuelles qui y sont véhiculés. De même, les tribunaux américains ont déterminé que les caractères de stock sont également non protégés par le droit d'auteur,.
Bien que l'usage loyal aux États-Unis soit généralement considéré comme la seule limitation aux droits exclusifs d'un auteur, il ne s'agit que d'une des nombreuses limitations importantes. L'article 106 de la loi américaine sur le droit d'auteur, qui définit les droits exclusifs sur les œuvres protégées, est soumis aux articles 107 à 122, qui limitent les droits exclusifs du titulaire du droit d'auteur.
Aux États-Unis, contrairement aux lois sur le droit d'auteur qui se sont développées à partir du droit anglais, les édits de gouvernement ne sont pas soumis au droit d'auteur, y compris les édits de gouvernements étrangers.